# Unterseeboot 195
Le Unterseeboot 195 (ou U-195) est un sous-marin allemand (U-Boot) de type IX D1 utilisé par la Kriegsmarine pendant la Seconde Guerre mondiale.
L'U-195 est construit sur le même principe de structure que l'U-180, les deux seuls U-Boote de type IX D1. Doté à l'origine de six moteurs diesel comportant deux axes propulseurs, pour leur procurer une vitesse plus élevée, ces derniers ont été remplacés après sa première patrouille à partir de septembre 1943 par deux moteurs diesels conventionnels au type IX à la suite de problèmes récurrents de surchauffe et de fumée noire de combustion. Ces tubes de lancement de torpilles seront également enlevés et est équipé d'un schnorchel. Il est alors conçu et affrété pour des missions longues, spéciales, confidentielles ; avec une cargaison possible de 256 tonnes de fret.

## Historique
Il quitte le port de Kiel pour sa première patrouille le 20 mars 1943 sous les ordres du Kapitänleutnant Wheinz Buchholz pour une mission dans l'Atlantique au large de l'Afrique du Sud. Après 145 jours en mer et deux navires marchands coulés pour un total de 14 391 tonneaux et d'un navire marchand endommagé de 6 797 tonneaux, l'U-195 rejoint la base sous-marine de Bordeaux le 23 juillet 1943.
Sa deuxième patrouille part de Bordeaux pour un transfert vers l'Asie au sein de la meute de combat ou groupe Monsun.
Il navigue la plupart du temps dans les eaux asiatiques. Le 21 août 1944 sous le commandement du capitaine (Oberleutnant) Steinfeld, l'U-195 transporte douze fusées V-2 aux Japonais. Le U-219 aurait également livré une partie de cette cargaison, ainsi que de l'uranium pour un projet atomique japonais (message en Code 97 ou purple (pourpre) décrypté par les États-Unis), commandé par le Général en chef de la 6e armée de l'air, Toranouke Kawashima en juillet 1943. Les deux U-Boote arrivent à Jakarta en décembre 1944, sont arraisonnés en août 1945 et tenus au secret par les Alliés.
L'Unterseeboot 195 est perquisitionné par les Alliés à Surabaya en Indonésie en août 1945, avant d'être sabordé dans le cadre de l'opération Road's End. Il est renfloué puis démoli en 1947.
Certains membres de l'équipage allemand furent capturés par les forces militaires hollandaises à Malang (Java oriental) le 1er août 1947.

## Affectations successives
- 4. Unterseebootsflottille du 25 septembre 1942 au 31 mars 1943 (entrainement)
- 12. Unterseebootsflottille du 1er avril au 1er septembre 1943 (service actif)
- 12. Unterseebootsflottille du 1er mai au 30 septembre 1944 (service actif)
- 33. Unterseebootsflottille du 1er octobre 1944 au 8 mai 1945 (service actif)

## Commandement
- Kapitänleutnant Heinz Buchholz du 5 septembre 1942 au 17 octobre 1943
- Oberleutnant zur See Friedrich Steinfeldt du 16 avril 1944 au 8 mai 1945

## Patrouilles
|       | Commandant                 | Départ          | Départ   | Arrivée          | Arrivée   | Jours     | Succès   |
| ----- | -------------------------- | --------------- | -------- | ---------------- | --------- | --------- | -------- |
| 1     | Kptlt. Heinz Buchholz      | 20 mars 1943    | Kiel     | 23 juillet 1943  | Bordeaux  | 126 jours | 21 188   |
| 2     | Oblt. Friedrich Steinfeldt | 24 août 1944    | Bordeaux | 28 décembre 1944 | Batavia   | 127 jours |          |
| 3     | Oblt. Friedrich Steinfeldt | 19 janvier 1945 | Batavia  | 4 mars 1945      | Batavia   | 45 jours  |          |
|       | Oblt. Friedrich Steinfeldt | 5 mars 1945     | Batavia  | 7 mars 1945      | Soerabaja | 3 jours   |          |
| Total | Total                      | Total           | Total    | Total            | Total     | 298 jours | 21 188 t |

Note : Oblt. = Oberleutnant zur See - Kptlt. = Kapitänleutnant

## Navires coulés
L'Unterseeboot 195 a coulé deux bateaux marchands pour un total de 14 391 tonneaux et a endommagé un navire marchand de 6 797 tonneaux au cours des trois patrouilles (298 jours en mer) qu'il effectua.
| Date          | Nom                    | Nationalité | Tonnage (GRT) | Fait      |
| ------------- | ---------------------- | ----------- | ------------- | --------- |
| 11 avril 1943 | James W. Denver        | USA         | 7 200         | Coulé     |
| 7 mai 1943    | Samuel Jordan Kirkwood | USA         | 7 191         | Coulé     |
| 12 mai 1943   | Cape Neddick           | USA         | 6 797         | Endommagé |